# Detektor kouře

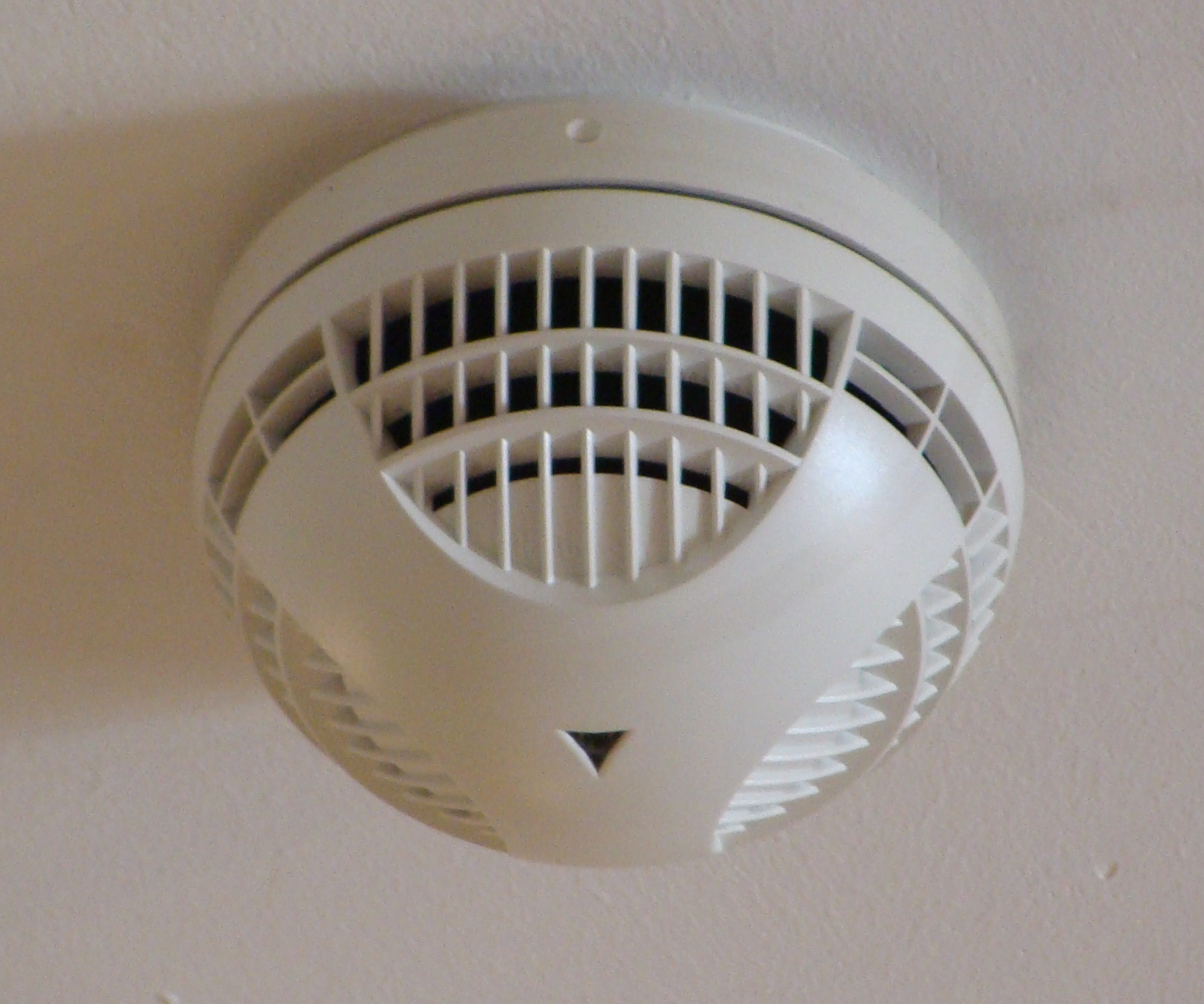
Kouřový detektor.

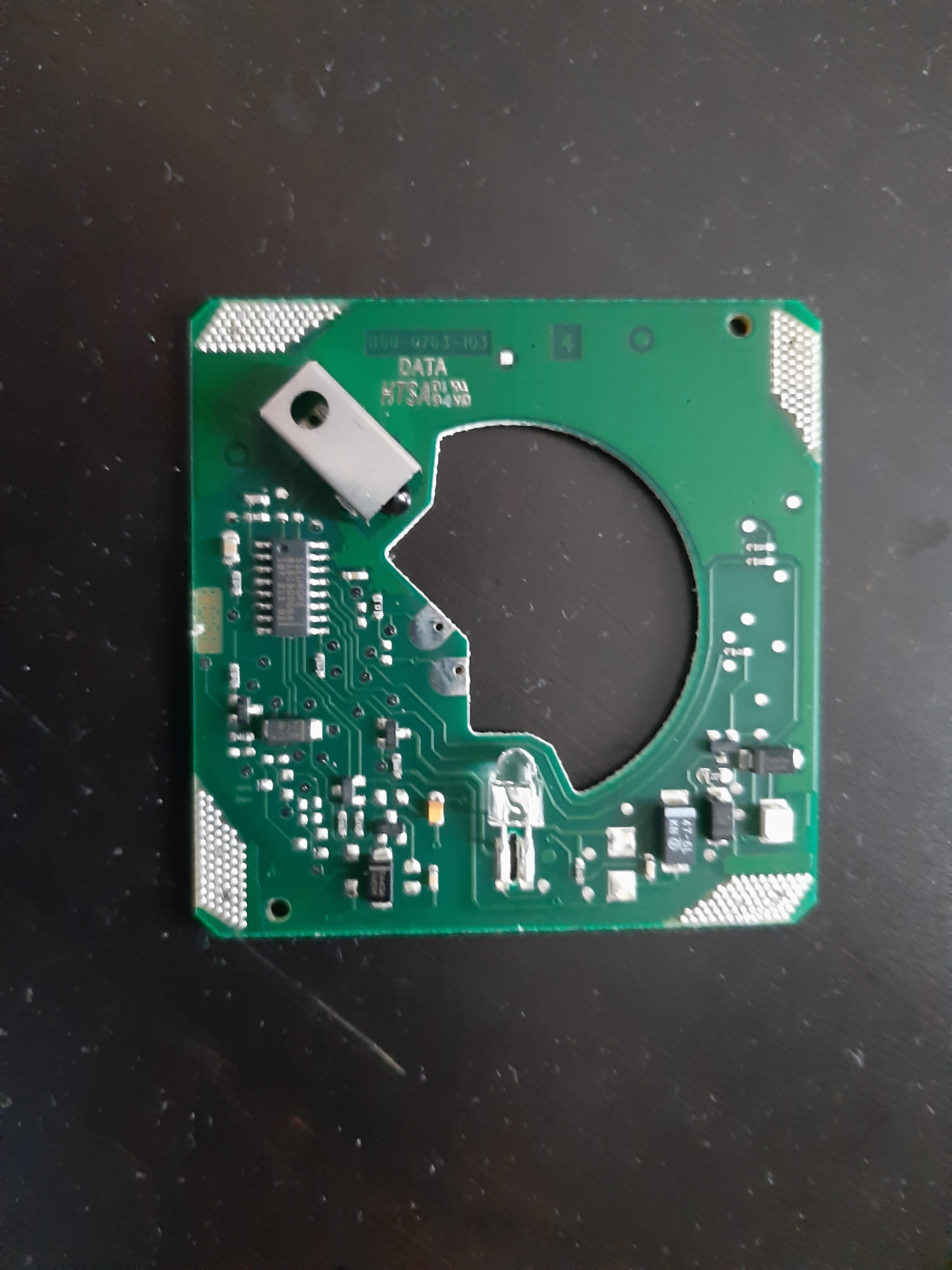
DPS kouřového detektoru.

Detektor kouře (též požární hlásič či kouřové čidlo) je zařízení určené na zjištění kouře. Nejčastěji se používá jako požární hlásič pro včasné zjištění požáru, ať už jako součást celého systému elektrické požární signalizace nebo jako samostatné poplašné zařízení. Kromě toho může být také použit pro zjištění porušení zákazu kouření. Typický detektor kouře je ale nastaven tak aby ho jedna cigareta nespustila a spustí se až při větším zakouření místnosti.[zdroj?]
Historicky se používaly dva technické principy pro rozpoznání kouře. Jednak šlo o ionizační detektory obsahující radioaktivní prvek, typicky americium-241, který ionizuje vzduch jednak v referenční uzavřené komoře a jednak v komoře otevřené. Kouř změní elektrickou vodivost v otevřené komoře, což lze snadno elektricky rozpoznat. Použití radioaktivního prvku, byť v poměrně zdravotně bezpečném množství a zapouzdření, je ale problematické z hlediska pravidel a tak se stávají běžnějšími optické detektory obsahující svítivou diodu a fotodiodu a detekující horší prostupnost světla skrz kouř než skrz čistý vzduch.